# Comuna Cernat, Covasna
Cernat (în maghiară Csernáton) este o comună în județul Covasna, Transilvania, România, formată din satele Albiș, Cernat (reședința) și Icafalău.

## Instituții culturale
- Muzeul „Haszmann Pál”, care funcționează ca unitate externă a Muzeului Național Secuiesc, din Sfântu Gheorghe

Este un muzeu etnografic în aer liber, care prezintă elemente din patrimoniul de arhitectură populară din județul Covasna, inclusiv stâlpi funerari de piatră și de lemn, precum și meșteșuguri populare tradiționale și expoziții de artă populară și de istorie locală. Are o colecție de mașini agricole precum și una de sobe din fontă.

## Demografie
Componența etnică a comunei Cernat
     Maghiari (95,76%)
     Alte etnii (1,17%)
     Necunoscută (3,07%)
Componența confesională a comunei Cernat
     Reformați (53,12%)
     Romano-catolici (40,45%)
     Alte religii (3,02%)
     Necunoscută (3,4%)
Conform recensământului efectuat în 2021, populația comunei Cernat se ridică la 3.936 de locuitori, în scădere față de recensământul anterior din 2011, când fuseseră înregistrați 3.978 de locuitori. Majoritatea locuitorilor sunt maghiari (95,76%), iar pentru 3,07% nu se cunoaște apartenența etnică. Din punct de vedere confesional, majoritatea locuitorilor sunt reformați (53,12%), cu o minoritate de romano-catolici (40,45%), iar pentru 3,4% nu se cunoaște apartenența confesională.

## Politică și administrație
Comuna Cernat este administrată de un primar și un consiliu local compus din 13 consilieri. Primarul, István Mágori[*], de la Uniunea Democrată Maghiară din România, este în funcție din 1 noiembrie 2024. Începând cu alegerile locale din 2024, consiliul local are următoarea componență pe partide politice:
|  | Partid                                     | Consilieri | Componența Consiliului | Componența Consiliului | Componența Consiliului | Componența Consiliului | Componența Consiliului | Componența Consiliului | Componența Consiliului | Componența Consiliului | Componența Consiliului | Componența Consiliului |
|  | ------------------------------------------ | ---------- | ---------------------- | ---------------------- | ---------------------- | ---------------------- | ---------------------- | ---------------------- | ---------------------- | ---------------------- | ---------------------- | ---------------------- |
|  | Uniunea Democrată Maghiară din România     | 10         |                        |                        |                        |                        |                        |                        |                        |                        |                        |                        |
|  | Forța Civică Maghiară - Magyar Polgári Erő | 2          |                        |                        |                        |                        |                        |                        |                        |                        |                        |                        |
|  | Alianța Maghiară din Transilvania          | 1          |                        |                        |                        |                        |                        |                        |                        |                        |                        |                        |

## Vezi și
- Biserica reformată din Albiș
- Munții Bodoc - Baraolt (arie de protecție specială avifaunistică)
- Râul Negru (sit de importanță comunitară)
- Valea Râului Negru (arie de protecție specială avifaunistică)

## Imagini

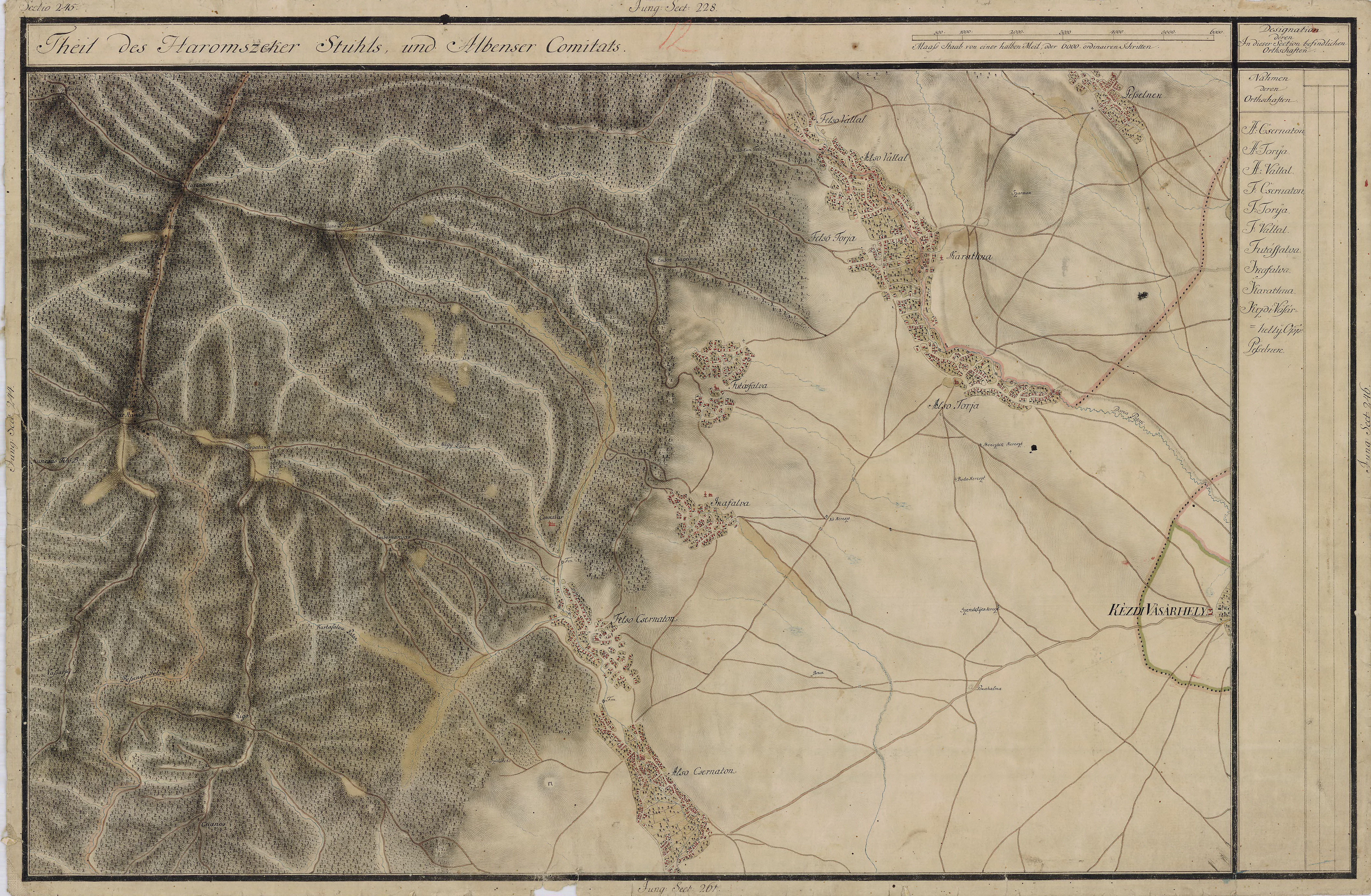
Cernat în Harta Iosefină a Transilvaniei, 1769-1773
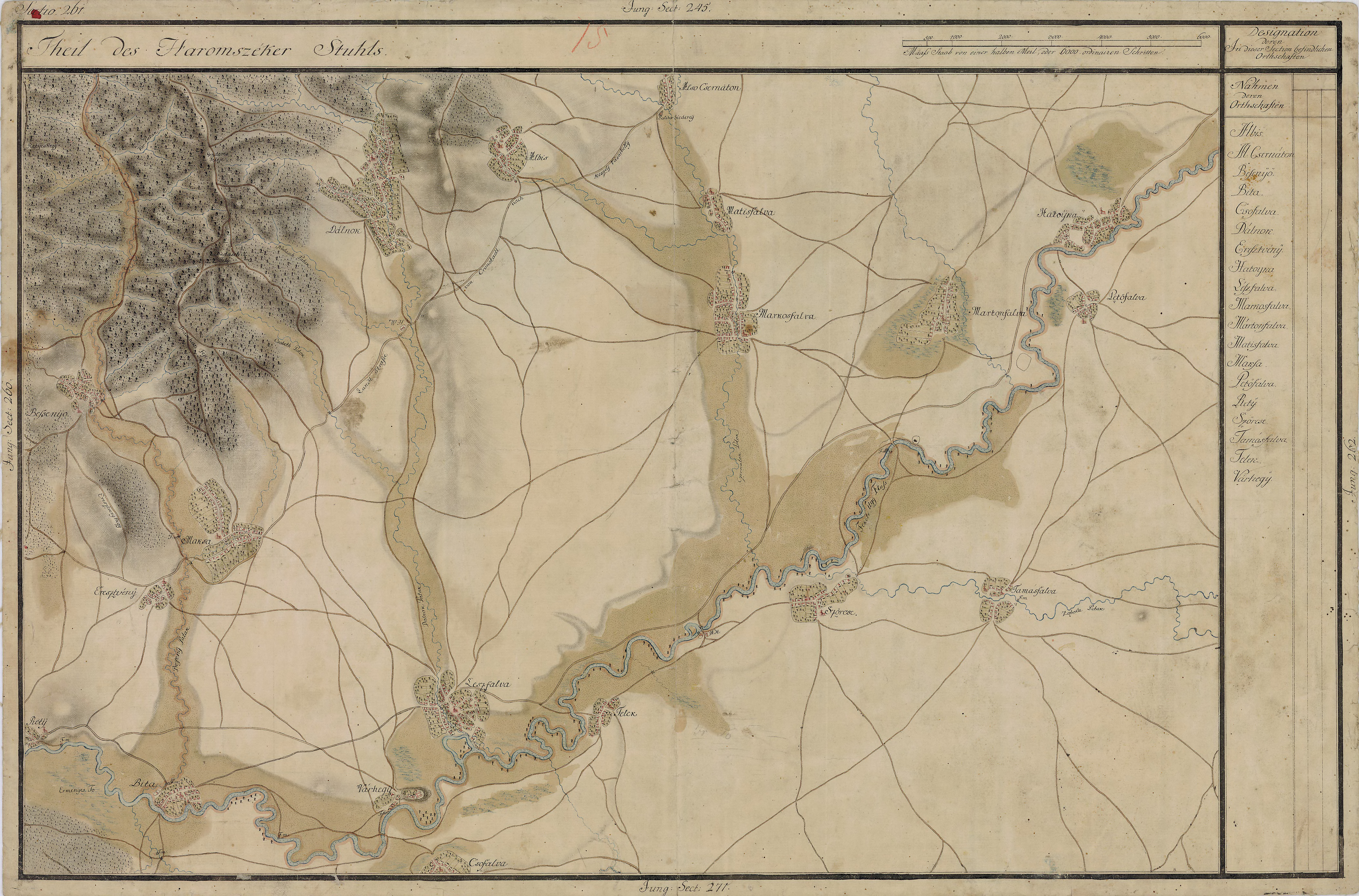
Cernat în Harta Iosefină a Transilvaniei, 1769-1773